# Walter Kunze (Politiker, 1884)
Walter Kunze (* 29. Dezember 1884 in Dresden; † 14. Januar 1972 in Berlin) war ein deutscher Politiker (DDP, CDU).
Walter Kunze besuchte das Technikum in Hainichen und studierte an der Technischen Hochschule Dresden und der Universität Heidelberg. Ab 1909 arbeitete er als Elektroingenieur bei den Lahmeyer-Werken in Frankfurt am Main, später bei Brown, Boveri & Cie. in Mannheim und schließlich als Abteilungsleiter bei den Bergmann Electricitäts-Werken in Berlin. Kunze trat 1918 der Deutschen Demokratischen Partei (DDP) bei. 1920 wurde er Vorstandsmitglied der Deutschen Werke, später der Deutschen Industriewerke. Er wechselte 1927 als Mitglied des Verwaltungsrats zur Julius Pintsch AG. Während des Zweiten Weltkriegs war Kunze Mitglied der deutschen Verwaltung bei Philips im besetzten Eindhoven.
Nach dem Krieg trat Kunze 1945 der CDU bei und wurde treuhänderischer Verwalter von Teilen der Julius Pintsch AG. Bei der Berliner Wahl 1948 wurde er in die Berliner Stadtverordnetenversammlung gewählt. Im Juni 1952 rückte er in das Abgeordnetenhaus von Berlin nach, da der Senator Joachim Tiburtius seinerseits für die neue Bundestagsabgeordnete Agnes Katharina Maxsein nachrückte. Auch im Juni 1957 rückte Kunze in das Parlament nach, da Harald Roos zum Chef vom Dienst im Presse- und Informationsamt des Berliner Senats benannt wurde. Ende 1959 schied der nun 75-jährige Kunze aus dem Abgeordnetenhaus aus.